# ديدييه باريس
ديدييه باريس (بالفرنسية: Didier Paris) هو سياسي فرنسي، ولد في 14 فبراير 1954 في باريس في فرنسا. انتخب نائب فرنسي عن دائرة Côte-d'Or's 5th constituency ‏ وقد انضم خلال فترته النيابية ‏ (21 يونيو 2017 – ) للكتلة البرلمانية تكتل الجمهورية على الدرب ‏.